# NGC 5752
NGC 5752 is een spiraalvormig sterrenstelsel in het sterrenbeeld Ossenhoeder. Het hemelobject ligt 205 miljoen lichtjaar van de Aarde verwijderd en werd op 1 april 1878 ontdekt door de Ierse astronoom Lawrence Parsons. Samen met NGC 5753, NGC 5754 en NGC 5755 behoort het tot de kleine cluster Arp 297.

## Synoniemen
- MCG 7-30-60
- ZWG 220.52
- PGC 52685